# 74-й армійський корпус (Третій Рейх)
74-й армі́йський ко́рпус (нім. LXXIV. Armeekorps) — армійський корпус Вермахту в роки Другої світової війни.

## Командування

### Командири
- генерал від інфантерії Еріх Штраубе (нім. Erich Straube) (27 липня 1943 — 16 грудня 1944);
- генерал від інфантерії Карл Пюхлер (нім. Carl Püchler) (16 грудня 1944 — 16 квітня 1945).